# Combate de Dourados
O combate de Dourados ou Combate da Colônia Militar dos Dourados foi um confronto entre uma guarnição brasileira de quinze homens e uma coluna paraguaia com 3 500 soldados, travado no dia 29 de dezembro de 1864, na atual cidade de Antônio João, Mato Grosso do Sul, durante a Guerra do Paraguai. No contexto da Campanha do Mato Grosso, aconteceu de o exército invasor paraguaio iniciar a conquista da Colônia Militar dos Dourados, ao sul da então Província de Mato Grosso. Havia uma única guarnição para defendê-la, sob o comando do Tenente Antônio João Ribeiro. O paraguaio teria oferecido a oportunidade de se renderem, porém, o comandante brasileiro recusou a proposta. Aceitaria se esta viesse do governo imperial. Supostamente teria dito em resposta: "Sei que morro, mas meu sangue e o dos meus companheiros servirá de protesto solene contra a invasão do solo de minha Pátria." No combate morreu o tenente e todos os seus quatorze comandados, com os paraguaios ocupando a colônia militar posteriormente.